# Josh Barnett
Joshua Lawrence Barnett (10 de noviembre de 1977) es un artista marcial mixto y luchador profesional estadounidense, que actualmente compite en la categoría de peso pesado. Barnett fue campeón de peso pesado de UFC en una ocasión. El 26 de enero de 2016, Barnett se encuentra como el peso pesado No.8 en los rankings oficiales de UFC.

## Carrera en artes marciales mixtas
Comenzó a competir en combates de artes marciales mixtas cuando apenas tenía diecinueve años en eventos organizados por la United Full Contact Federation llegando a conseguir un récord de cinco victorias y ninguna derrota comenzando a forjarse un récord imbatible que le abriría las puertas a su participación en eventos SuperBrawl organizados por Icon Sport. Se proclamó campeón del torneo de pesos pesados de SuperBrawl 13 tras derrotar a Bobby Hoffman por decisión unánime en la final, ya bajo su estatus de campeón en su siguiente combate en SuperBrawl derrotó a la leyenda de UFC Dan Severn abriendo así sus puertas a participar en eventos de UFC.

### Ultimate Fighting Championship
Llegando a UFC con un récord imbatido de nueve victorias llegó a participar en cinco eventos entre los cuales está el UFC 30 donde tuvo su primera derrota oficial en artes marciales mixtas frente al brasileño Pedro Rizzo por KO en el segundo asalto. Ya en su última participación en UFC logró ganar el campeonato de los pesos pesados en UFC 36, donde derrotó a Randy Couture por nocaut técnico en el segundo asalto. aunque posteriormente fue despojado del título tras haber dado positivo en los controles antidopaje tras el combate.

### PRIDE Fighting Championship
Una vez sancionado y expulsado de UFC continuó compitiendo en Japón en promociones como Pancrase, New Japan Pro Wrestling y K-1 hasta que con un récord de 18-1 comenzó a competir en eventos de PRIDE Fighting Championships que por aquel entonces era la promoción de artes marciales mixtas más importante de Japón. Debutó en Pride 28 donde cosecharía su segunda derrota frente a Mirko "Cro Cop" tras haberse lesionado el hombro durante el combate, un año más tarde reaparecería en Pride 30 donde fue nuevamente derrotado por "Cro Cop" en la revancha. Tras las dos derrotas en sus primeros combates en PRIDE Fighting Championships logró llegar a la final del Gran Premio de peso libre Pride 2006 obteniendo victorias notables frente a rivales como Alexander Emelianenko, Mark Hunt y Antônio Rodrigo "Minotauro" Nogueira pero una vez más perdería frente a "Cro Cop" en la final. Sus dos últimos combates en PRIDE fueron una victoria frente al judoca olímpico de Polonia Paweł Nastula, rival que daría positivo por esteroides tras el combate, y finalmente contra "Minotauro" Nogueira perdiendo mediante decisión unánime.

### Strikeforce
Tras su etapa en PRIDE Fighting Championships, continúo luchando en otras promociones de AMM como la japonesa Sengoku, la norteamericana Affliction, la también japonesa DREAM y la australiana Impact Fighting Championship consiguiendo seis nuevas victorias y ninguna derrota. Finalmente es contratado por Strikeforce como participante del Gran Premio de pesos pesados Strikeforce 2011 logrando llegar a la final tras derrotar a Brett Rogers en los cuartos de final y al ruso Sergei Kharitonov en las semifinales, en la final obtuvo la sexta derrota de su carrera tras perder mediante decisión unánime ante Daniel Cormier.

### Retorno a UFC
Barnett inicialmente se negó a firmar con el UFC. Sin embargo, el 21 de mayo de 2013, se anunció que Barnett había regresado a la UFC y firmó un contrato de múltiples peleas con la promoción.
Barnett se enfrentó al excampeón de peso pesado Frank Mir el 31 de agosto de 2013 en UFC 164. Barnett derrotó a Mir por nocaut técnico con un rodillazo.
Barnett se enfrentó a Travis Browne el 28 de diciembre de 2013 en UFC 168. Barnett perdió la pelea por nocaut al minuto.
El 27 de septiembre de 2015, Barnett se enfrentó a Roy Nelson en UFC Fight Night 75. Barnett ganó la pelea por decisión unánime, ganando así el premio a la Actuación de la Noche.
El 30 de enero de 2016, Barnett se enfrentó a Ben Rothwell en UFC on Fox 18. Barnett perdió la pelea por sumisión en la segunda ronda.
Barnett enfrentó a Andrei Arlovski el 3 de septiembre de 2016 en UFC Fight Night 93. Ganó la pelea a través de la sumisión en la tercera ronda, ganando un premio de Actuación de la Noche.  Ambos participantes fueron galardonados con el premio a Pelea de la Noche.
En diciembre de 2016, UFC fue notificado de una potencial infracción de dopaje de la USADA por parte de Barnett en una prueba fuera de competición. En marzo de 2018, Barnett pudo pelear y recibió una "reprimenda pública" en lugar de una suspensión de la USADA después de que se determinara que su prueba fallida fue el resultado de un suplemento contaminado.

### Salida de la UFC
El 20 de junio de 2018, Barnett solicitó ser liberado de UFC, alegando que no confía en la Agencia Antidopaje de los Estados Unidos.

### Bellator MMA
El 1 de abril de 2019, se reveló que Barnett firmó un contrato de múltiples peleas con Bellator MMA.

## Vida personal
En una entrevista en The Steve Austin Show, Barnett confirmó que no es religioso. En sus redes sociales se muestra como un gran seguidor del rock y el metal, especialmente fanático de bandas de metal extremo, en varias publicaciones se le ve en conciertos, usando prendas alusivas a agrupaciones de metal y con reconocidos músicos del género.

## Campeonatos y logros

### Artes marciales mixtas
- Ultimate Fighting Championship
  - Campeón de Peso Pesado de UFC (Una vez)
  - Actuación de la Noche (Una vez)

- Strikeforce
  - GP de Peso Pesado de 2011 (Subcampeón)

- Pancrase
  - Campeón de Peso Libre (Una vez, el último)

- PRIDE Fighting Championships
  - GP de Peso Libre de 2006 (Subcampeón)

## Récord en artes marciales mixtas
| Récord profesional | Récord profesional | Récord profesional |
| 43 peleas          | 35 victorias       | 8 derrotas         |
| ------------------ | ------------------ | ------------------ |
| Nocaut             | 10                 | 4                  |
| Sumisión           | 19                 | 1                  |
| Decisión           | 5                  | 3                  |
| Descalificación    | 1                  | 0                  |

| Resultado | Récord | Oponente                 | Método                        | Evento                                               | Fecha                    | Ronda | Tiempo | Localización                  | Notas |
| --------- | ------ | ------------------------ | ----------------------------- | ---------------------------------------------------- | ------------------------ | ----- | ------ | ----------------------------- | --- |
| Victoria  | 35–8   | Andrei Arlovski          | Sumisión (rear naked choke)   | UFC Fight Night: Arlovski vs. Barnett                | 3 de septiembre de 2016  | 3     | 2:56   | Hamburgo                      | |
| Derrota   | 34–8   | Ben Rothwell             | Sumisión (guillotine choke)   | UFC on Fox: Johnson vs. Bader                        | 30 de enero de 2016      | 2     | 3:48   | Newark, Nueva Jersey          | |
| Victoria  | 34–7   | Roy Nelson               | Decisión (unánime)            | UFC Fight Night: Barnett vs. Nelson                  | 27 de septiembre de 2015 | 5     | 5:00   | Saitama                       | Actuación de la Noche.                                                                                                   |
| Derrota   | 33–7   | Travis Browne            | KO (codazos)                  | UFC 168                                              | 28 de diciembre de 2013  | 1     | 1:00   | Las Vegas, Nevada             | |
| Victoria  | 33–6   | Frank Mir                | TKO (rodillazo)               | UFC 164                                              | 31 de agosto de 2013     | 1     | 1:56   | Milwaukee, Wisconsin          | |
| Victoria  | 32–6   | Nandor Guelmino          | Sumisión (arm-triangle choke) | Strikeforce: Marquardt vs. Saffiedine                | 12 de enero de 2013      | 1     | 2:11   | Oklahoma City, Oklahoma       | |
| Derrota   | 31–6   | Daniel Cormier           | Decisión (unánime)            | Strikeforce: Barnett vs. Cormier                     | 19 de mayo de 2012       | 5     | 5:00   | San José, California          | Final del Gran Premio de pesos pesados de Strikeforce.                                                                   |
| Victoria  | 31–5   | Sergei Kharitonov        | Sumisión (arm-triangle choke) | Strikeforce World Grand Prix: Barnett vs. Kharitonov | 10 de septiembre de 2011 | 1     | 4:28   | Cincinnati, Ohio              | Semifinal del Gran Premio de pesos pesados de Strikeforce.                                                               |
| Victoria  | 30–5   | Brett Rogers             | Sumisión (arm-triangle choke) | Strikeforce: Overeem vs. Werdum                      | 18 de junio de 2011      | 2     | 1:17   | Dallas, Texas                 | Cuartos de final del Gran Premio de pesos pesados de Strikeforce.                                                        |
| Victoria  | 29–5   | Geronimo dos Santos      | TKO (golpes)                  | Impact FC 1                                          | 10 de julio de 2010      | 1     | 2:35   | Brisbane                      | |
| Victoria  | 28–5   | Mighty Mo                | Sumisión (kimura)             | DREAM 13                                             | 22 de marzo de 2010      | 1     | 4:41   | Yokohama                      | |
| Victoria  | 27–5   | Gilbert Yvel             | Sumisión (golpes)             | Affliction: Day of Reckoning                         | 24 de enero de 2009      | 3     | 3:05   | Anaheim, California           | |
| Victoria  | 26–5   | Pedro Rizzo              | KO (golpe)                    | Affliction: Banned                                   | 19 de julio de 2008      | 2     | 1:44   | Anaheim, California           | |
| Victoria  | 25–5   | Jeff Monson              | Decisión (unánime)            | World Victory Road Presents: Sengoku 2               | 18 de mayo de 2008       | 3     | 5:00   | Tokio                         | |
| Victoria  | 24–5   | Hidehiko Yoshida         | Sumisión (heel hook)          | World Victory Road Presents: Sengoku 1               | 5 de marzo de 2008       | 3     | 3:23   | Tokio                         | |
| Derrota   | 23–5   | Antônio Rodrigo Nogueira | Decisión (unánime)            | PRIDE Shockwave 2006                                 | 31 de diciembre de 2006  | 3     | 5:00   | Saitama                       | |
| Victoria  | 23–4   | Paweł Nastula            | Sumisión (toe hold)           | PRIDE 32                                             | 21 de octubre de 2006    | 2     | 3:04   | Las Vegas, Nevada             | Nastula dio positivo por esteroides.                                                                                     |
| Derrota   | 22–4   | Mirko Filipović          | Sumisión (golpes)             | PRIDE Final Conflict Absolute                        | 10 de septiembre de 2006 | 1     | 5:32   | Saitama                       | GP de Peso Libre PRIDE 2006 (Final).                                                                                     |
| Victoria  | 22–3   | Antônio Rodrigo Nogueira | Decisión (dividida)           | PRIDE Final Conflict Absolute                        | 10 de septiembre de 2006 | 2     | 5:00   | Saitama                       | GP de Peso Libre PRIDE 2006 (Semifinal).                                                                                 |
| Victoria  | 21–3   | Mark Hunt                | Sumisión (kimura)             | PRIDE Critical Countdown Absolute                    | 1 de julio de 2006       | 1     | 2:02   | Saitama                       | GP de Peso Libre PRIDE 2006 (Cuartos de final).                                                                          |
| Victoria  | 20–3   | Alexander Emelianenko    | Sumisión (americana)          | PRIDE Total Elimination Absolute                     | 5 de mayo de 2006        | 2     | 1:57   | Osaka                         | GP de Peso Libre PRIDE 2006 (Primera ronda).                                                                             |
| Victoria  | 19–3   | Kazuhiro Nakamura        | Sumisión (rear-naked choke)   | PRIDE 31                                             | 26 de febrero de 2006    | 1     | 8:10   | Saitama                       | |
| Derrota   | 18–3   | Mirko Filipović          | Decisión (unánime)            | PRIDE 30                                             | 23 de octubre de 2005    | 3     | 5:00   | Saitama                       | |
| Derrota   | 18–2   | Mirko Filipović          | TKO (lesión en el hombro)     | PRIDE 28                                             | 31 de octubre de 2004    | 1     | 0:46   | Saitama                       | |
| Victoria  | 18–1   | Rene Rooze               | TKO (golpes)                  | K-1 MMA ROMANEX                                      | 22 de mayo de 2004       | 1     | 2:25   | Saitama                       | |
| Victoria  | 17–1   | Semmy Schilt             | Sumisión (armbar)             | Inoki Bom-Ba-Ye 2003                                 | 31 de diciembre de 2003  | 3     | 4:48   | Kōbe                          | Defendió el Campeonato de Peso Libre de Pancrase.                                                                        |
| Victoria  | 16–1   | Yoshiki Takahashi        | Sumisión (triangle armbar)    | NJPW: Ultimate Crush II                              | 13 de octubre de 2003    | 2     | 2:52   | Tokio                         | Defendió el Campeonato de Peso Libre de Pancrase.                                                                        |
| Victoria  | 15–1   | Yuki Kondo               | Sumisión (rear-naked choke)   | Pancrase: 10th Anniversary Show                      | 31 de agosto de 2003     | 3     | 3:26   | Tokio                         | Ganó el Campeonato de Peso Libre de Pancrase.                                                                            |
| Victoria  | 14–1   | Jimmy Ambriz             | TKO (rodillazo y golpes)      | NJPW: Ultimate Crush                                 | 2 de mayo de 2003        | 1     | 3:05   | Tokio                         | |
| Victoria  | 13–1   | Randy Couture            | TKO (golpes)                  | UFC 36                                               | 22 de marzo de 2002      | 2     | 4:35   | Las Vegas, Nevada             | Ganó el Campeonato de Peso Pesado de UFC pero se le retira el título tras haber dado positivo por sustancias prohibidas. |
| Victoria  | 12–1   | Bobby Hoffman            | TKO (golpes)                  | UFC 34                                               | 2 de noviembre de 2001   | 2     | 4:25   | Las Vegas, Nevada             | |
| Victoria  | 11–1   | Semmy Schilt             | Sumisión (armbar)             | UFC 32                                               | 29 de junio de 2001      | 1     | 4:21   | East Rutherford, Nueva Jersey | |
| Derrota   | 10–1   | Pedro Rizzo              | KO (golpe)                    | UFC 30                                               | 23 de febrero de 2001    | 2     | 4:21   | Atlantic City, Nueva Jersey   | |
| Victoria  | 10–0   | Gan McGee                | TKO (golpes)                  | UFC 28                                               | 17 de noviembre de 2000  | 2     | 4:34   | Atlantic City, Nueva Jersey   | |
| Victoria  | 9–0    | Dan Severn               | Sumisión (armbar)             | SuperBrawl 16                                        | 8 de febrero de 2000     | 4     | 1:21   | Honolulu, Hawái               | |
| Victoria  | 8–0    | Bobby Hoffman            | Decisión (unánime)            | SuperBrawl 13                                        | 7 de septiembre de 1999  | 3     | 5:00   | Honolulu, Hawái               | Campeón del torneo de pesos pesados SuperBrawl 13                                                                        |
| Victoria  | 7–0    | John Marsh               | Sumisión (kimura)             | SuperBrawl 13                                        | 7 de septiembre de 1999  | 1     | 4:23   | Honolulu, Hawái               | Semifinal del torneo de pesos pesados SuperBrawl 13                                                                      |
| Victoria  | 6–0    | Juha Tuhkasaari          | Sumisión (armbar)             | SuperBrawl 13                                        | 7 de septiembre de 1999  | 1     | 3:32   | Honolulu, Hawái               | Cuartos de final del torneo de pesos pesados SuperBrawl 13                                                               |
| Victoria  | 5–0    | Trevor Howard            | Sumisión (armbar)             | UFCF: Night of Champions                             | 19 de septiembre de 1998 | 1     |        | Lynnwood, Washington          | |
| Victoria  | 4–0    | Bob Gilstrap             | Descalificación               | UFCF: Night of Champions                             | 14 de mayo de 1998       | 1     | 0:42   | Lynnwood, Washington          | |
| Victoria  | 3–0    | Chris Munsen             | TKO (golpes)                  | UFCF: Road to the Championships 2                    | 6 de septiembre de 1997  | 1     |        | Washington                    | |
| Victoria  | 2–0    | Bob Gilstrap             | Decisión (unánime)            | UFCF: Road to the Championships 1                    | 7 de julio de 1997       | 1     | 10:00  | Washington                    | |
| Victoria  | 1–0    | Chris Charnos            | Sumisión (rear-naked choke)   | UFCF: Clash of the Titans                            | 11 de enero de 1997      | 1     | 2:41   | Washington                    | |